# Породоспуск
Породоспуск (рос. породоспуск, англ. ore chute, muck raise, ore pass, нім. Bergerolle f, Rollloch n) — підземна вертикальна чи похила гірнича виробка, звичайно круглого поперечного перерізу, діаметром 3-6 м, що призначена для гравітаційного переміщення породи. Як правило, призначена для транспортування закладального матеріалу.